# 光益義幸
光益 義幸（みつます よしゆき）は日本の脚本家。福岡県出身。
- 九州大学工学部大学院卒業。
- 映画やドラマが好きで、ITエンジニアを経験した後に脚本家となる[1]。
- シナリオ・センターの受講生[2][3]。株式会社アンドリーム所属。
- 2019年に第2回WOWOW新人シナリオ大賞を受賞[4]。
- 受賞作「父と息子の地下アイドル」は、2020年2月23日にWOWOWプライム「ドラマW」で放送された[5]。
- 2021年、東映の芸術職・脚本家募集に応募し、超難関の選考に合格する[6]。
- 2022年11月には「相棒 Season21 第4話 最後の晩餐」で初めて相棒シリーズの脚本を担当、その後も同作品の脚本を複数回手がける[7]。

## 作品

### ドラマ
- ドラマW　父と息子の地下アイドル（2020、WOWOW新人シナリオ大賞受賞作品）
- グッドモーニング、眠れる獅子
  - 1（2022、ひかりTV配信）
  - 2（2023、ひかりTV・Lemino配信）
- 相棒
  - Season21 第4話「最後の晩餐」（2022、テレビ朝日）
  - Season21 第18話「悪役」（2023、テレビ朝日）
  - Season22 第6話「名探偵と眠り姫」（2023、テレビ朝日）
  - Season23 第3話「楽園」（2024、テレビ朝日）
  - Season23 第10話「雨やどり」（2025、テレビ朝日）
- 特捜9final season 第3話「偽りのウェディング」（2025、テレビ朝日）